# Limenitis anonyma
Limenitis anonyma är en fjärilsart som beskrevs av Lewis 1872. Limenitis anonyma ingår i släktet Limenitis och familjen praktfjärilar. Inga underarter finns listade i Catalogue of Life.